# Siegmund Salfeld

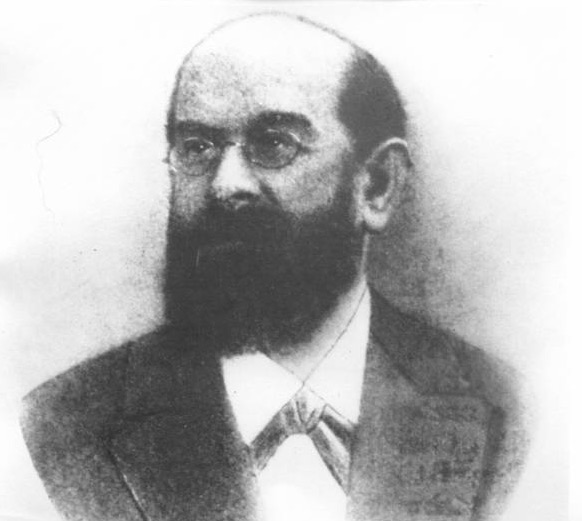
Siegmund Salfeld

Siegmund Salfeld (auch Sigmund; geboren 24. März 1843 in Stadthagen; gestorben 1. Mai 1926 in Mainz) war ein deutscher Rabbiner, Pädagoge und Autor.

## Leben
Siegmund Salfeld wurde 1843 im schaumburg-lippischen Stadthagen mit dem Vornamen Sigmund als Sohn von Benjamin und Adele Salfeld geboren. Kurz bevor er sein Studium begann, änderte er seinen Vornamen in Siegmund. Nach seinem Studium an der Universität Berlin wurde er zunächst Pädagoge. Zu Beginn dieser Tätigkeit lernte er seine spätere Frau Zipporah Herzberg aus Oschersleben (Bode) kennen. Kurz darauf setzte er seine Studien an der Universität Berlin und der Hochschule für die Wissenschaft des Judentums in Berlin fort, wo einer seiner Lehrer Moritz Steinschneider war. Diese Studien beendete er mit der Verleihung zum Doktortitel für Philosophie und Geisteswissenschaft. Nach Beendigung seiner Studien heiratete Siegmund Salfeld seine Lebenspartnerin Zipporah Herzberg. Seine erste Stelle als Prediger trat er 1870 bei der jüdischen Gemeinde in Dessau im heutigen Sachsen-Anhalt an. Als Auszeichnung und Ansporn für seine Arbeit für die jüdische Gemeinde Dessaus wurde er schließlich 1876 Stadtrat in Dessau. Nachdem er weiter studiert hatte, wurde er schließlich 1878 Rabbiner. Um zusätzliches Geld zu verdienen, starteten sie nun eine Pension für jüdische Knaben. Im Laufe ihrer Anwesenheit in Dessau bekamen Siegmund und Zipporah Herzberg vier Kinder: Erich (1877–1951), Heinz, Albert und Ludwig.
1880 verließen Siegmund und Zipporah Herzberg Dessau und zogen zur jüdischen Gemeinde nach Mainz. Sie zogen in die Mainzer hebräische Schule. Hier wurde er Rabbiner und Seelsorger der liberalen jüdischen Gemeinde von Mainz, der „Israelitischen Religionsgemeinde“. Zugleich wurde er auch Vorsitzender des zuständigen Rabbinerbezirks. 1898 veröffentlichte er sein bedeutendstes Werk, das die Geschichte der Juden in Nürnberg und des ganzen Landes behandelte. Es hieß Das Martyrologium des Nürnberger Memorbuches. In der Folge wurde er Lehrer sowohl der Mainzer hebräischen Schule als auch des städtischen Mainzer Gymnasiums. Darüber hinaus schuf er eine wichtige Bibliothek, die wissenschaftliche Werke aus hebräischer, biblischer und jüdischer Literatur enthielt. In der Behandlung jüdischer Aspekte der Mainzer Geschichte im Mittelalter erlangte er Berühmtheit im In- und Ausland. In der Folge wurde Siegmund Salfeld vornehmlich als Autor tätig. Er veröffentlichte nicht nur seine Predigten als Schriften, sondern er schrieb auch zahlreiche Veröffentlichungen über die Geschichte der Stadt Mainz und über die Geschichte von Rheinhessen. Eines seiner bedeutendsten Werke für die Mainzer Region war die Überarbeitung und Ergänzung des knapp 100 Jahre alten Buches Die Geschichte der Juden von Mainz. Auch seine Werke wie Bilder aus der Vergangenheit der Juden von Mainz, in dem er erstmals bekannt gewordene neue Vornamen von Juden aus dem Mittelalter entzifferte, sind Standardwerke der Wissenschaft geworden. Darüber hinaus war er auch als Autor für die Jewish Encyclopedia, die Germania Judaica und für Meyers Konversations-Lexikon tätig.
Zum Ende seiner Tätigkeit erhielt Siegmund Salfeld zahlreiche Auszeichnungen. 1905 erhielt er das Ritterkreuz Erster Klasse, da er in diesem Jahr 25 Jahre Rabbiner der jüdischen Gemeinde von Mainz war. Kurz vor seinem 70. Geburtstag wurde er zur Einweihung der neuen Mainzer Synagoge in der Bonifazius-Straße im Jahr 1912 vom Großherzog von Hessen-Darmstadt Ernst Ludwig zum Professor ernannt. Inzwischen betrug die Zahl der Mitglieder der jüdischen Gemeinde Mainz 3000. Als 1914 der Erste Weltkrieg begann, engagierten sich Siegmund Salfeld und seine Frau Zipporah Salfeld stark in der Verteidigung ihres Vaterlandes. 1917 erkrankte er schließlich. Dies führte dazu, dass er am 9. März 1918 in den Ruhestand gehen musste. Nach Beendigung des Krieges bekam Siegmund Salfeld 1918 wegen der Verteidigung des Vaterlandes erneut ein Ritterkreuz Erster Klasse. Nach langer Krankheit starb Siegmund Salfeld schließlich am 1. Mai 1926 im Alter von 83 Jahren in Mainz. Er wurde auf dem neuen jüdischen Friedhof begraben. Die Trauerfeier fand dabei am 4. Mai 1926 in der durch ihn initiierten neuen Mainzer Synagoge statt. In seinem Nachruf bezeichnete der Vorstand der israelitischen Religionsgemeinde Mainz sein Wirken als „historische Abhandlungen“, mit denen er sich ein „unvergängliches Denkmal“ geschaffen habe.

## Veröffentlichungen (Auswahl)
- Bilder aus der Vergangenheit der Juden von Mainz (1903)
- Das Hohelied Salomos bei den jüdischen Erklärern des Mittelalters (1879)
- Das Martyrologium des Nürnberger Memorbuches (1898) (Digitalisat)
- Der alte israelitische Friedhof in Mainz (1898)
- Dr. Salomon Herxheimer (1885)
- Die Judenpolitik Philipps des Großmütigen (1904)
- Fünf Predigten (1879)
- Nürnberg im Mittelalter (1894–1896)
- Vorboten der Judenemanzipation in Kurmainz (1912)
- Zur Geschichte des Judenschutzes in Kurmainz (1916)
- Zur Kunde des Mainzer jüdischen Vereinslebens im achtzehnten Jahrhundert (1919)